# Tritonia kamisbergensis
Tritonia kamisbergensis är en irisväxtart som beskrevs av Friedrich Wilhelm Klatt. Tritonia kamisbergensis ingår i släktet Tritonia och familjen irisväxter. Inga underarter finns listade i Catalogue of Life.